# Krekel (A956)
Le Krekel est un remorqueur et bateau-pompe portuaire  belge construit en 1961 sur le chantier naval belge de Rupelmonde (Kruibeke). 
C'est un bâtiment de la composante marine de l'armée belge de la base navale de Zeebruges qui a servi de 1961 à 1986. Il a été vendu en Allemagne en 1986.

## Service
- Lutte anti-incendie : 2 pompes de 225 m3/h et 600 m3/h.
- Remorquage : 4,2 t de tirage.